# ジェイ・エー・エー
株式会社ジェイ・エー・エーは、かつて中古車オークションなどを運営していた企業。本社を東京都江戸川区に置いていた。
運営するオークション会場は東京（JAA会場）と神戸（HAA神戸）の2ヶ所で、うち神戸のオークション会場は子会社の株式会社HAA神戸が運営していた。
2017年8月、同業最大手のユー・エス・エスがジェイ・エー・エーの子会社化に伴い同年1月より行われていた公正取引委員会の審査を通過したため、ユー・エス・エスが66.04%の株式を取得し子会社化された。また翌2018年3月には、ユー・エス・エスによる株式の追加取得が実施され完全子会社となった。
2021年10月1日、ユー・エス・エスに子会社のHAA神戸と共に吸収合併された。

## 沿革
- 1971年（昭和46年）1月 - 創業[8]。
- 2000年（平成12年）5月8日 -（旧）株式会社ジェイ・エー・エーを設立[8]。
- 2004年（平成16年）3月 - 日本証券業協会に株式を店頭公開[8]。
- 2005年（平成17年）5月 - 東京証券取引所2部上場[8]。
- 2010年（平成22年）
  - 4月 - マネジメント・バイアウトを目的とした株式公開買付け実施を発表[8]。
  - 8月 - 上場廃止[8]。
  - 11月 - マネジメント・バイアウトにより完全親会社となった株式会社ギャロップが、（旧）株式会社ジェイ・エー・エーを吸収合併するとともに、株式会社ジェイ・エー・エーに商号変更[8]。
- 2016年（平成28年）1月 - 株式会社カービューとの合弁で、株式会社Safariを設立[8]。
- 2017年（平成29年）8月 - 株式会社ユー・エス・エスの子会社となる。同月、株式会社Safariの株式を譲渡[8]。
- 2018年（平成30年）3月 - ユー・エス・エスの完全子会社となる。
- 2019年（平成31年）3月 - 株式会社オークション・トランスポートを吸収合併[4]。
- 2021年（令和3年）10月 - ユー・エス・エスに吸収合併される。